# Vienna Open 2023 - Qualificazioni singolare
Le qualificazioni del singolare al Vienna Open 2023 sono state un torneo di tennis preliminare per accedere alla fase finale della manifestazione. I vincitori dell'ultimo turno sono entrati di diritto nel tabellone principale. In caso di ritiro di uno o più giocatori aventi diritto a questi sono subentrati i Lucky loser, ossia i giocatori che hanno perso nell'ultimo turno ma che avevano una classifica più alta rispetto agli altri partecipanti che avevano comunque perso nel turno finale.

## Teste di serie
1. Márton Fucsovics (ritirato)
2. Lorenzo Sonego (ultimo turno, lucky loser)
3. Emil Ruusuvuori (ultimo turno)
4. Fábián Marozsán (ultimo turno, ritirato)

1. Juan Pablo Varillas (primo turno)
2. Tomáš Macháč (qualificato)
3. Alexandre Müller (qualificato)
4. Albert Ramos Viñolas (qualificato)

## Qualificati
1. Filip Misolic
2. Alexandre Müller

1. Tomáš Macháč
2. Albert Ramos Viñolas

### Lucky loser
1. Lorenzo Sonego

## Tabellone

### Legenda
| - Q = Qualificato - WC = Wild card - LL = Lucky loser | - ALT = Alternate - SE = Special Exempt - PR = Protected Ranking | - w/o = Walkover - r = Ritirato - d = Squalificato |

### Sezione 1
|  | Primo turno | Primo turno         | Primo turno         | Primo turno | Primo turno |  |  | Ultimo turno | Ultimo turno     | Ultimo turno | Ultimo turno | Ultimo turno |  |
|  |             |                     |                     |             |             |  |  |              |                  |              |              |              |  |
|  | Alt         | Damir Džumhur       | Damir Džumhur       | 68          | 3           |  |  |              |                  |              |              |              |  |
|  | Alt         | Andrea Vavassori    | Andrea Vavassori    | 7           | 6           |  |  | Alt          | Andrea Vavassori | 6            | 65           | 2            |  |
|  | WC          | Filip Misolic       | Filip Misolic       | 6           | 6           |  |  | WC           | Filip Misolic    | 4            | 7            | 6            |  |
|  | 5           | Juan Pablo Varillas | Juan Pablo Varillas | 3           | 2           |  |  |              |                  |              |              |              |  |

### Sezione 2
|  | Primo turno | Primo turno      | Primo turno      | Primo turno | Primo turno |  |  | Ultimo turno | Ultimo turno     | Ultimo turno | Ultimo turno | Ultimo turno |  |
|  |             |                  |                  |             |             |  |  |              |                  |              |              |              |  |
|  | 2           | Lorenzo Sonego   | Lorenzo Sonego   | 7           | 6           |  |  |              |                  |              |              |              |  |
|  | Alt         | Vitalij Sačko    | Vitalij Sačko    | 5           | 1           |  |  | 2            | Lorenzo Sonego   | 6            | 3            | 4            |  |
|  |             | Lloyd Harris     | Lloyd Harris     | 1           | 4           |  |  | 7            | Alexandre Müller | 1            | 6            | 6            |  |
|  | 7           | Alexandre Müller | Alexandre Müller | 6           | 6           |  |  |              |                  |              |              |              |  |

### Sezione 3
|  | Primo turno | Primo turno     | Primo turno     | Primo turno | Primo turno |  |  | Ultimo turno | Ultimo turno    | Ultimo turno    | Ultimo turno | Ultimo turno |  |
|  |             |                 |                 |             |             |  |  |              |                 |                 |              |              |  |
|  | 3           | Emil Ruusuvuori | Emil Ruusuvuori | 6           | 7           |  |  |              |                 |                 |              |              |  |
|  | WC          | Alexander Erler | Alexander Erler | 1           | 5           |  |  | 3            | Emil Ruusuvuori | Emil Ruusuvuori | 3            | 3            |  |
|  |             | Jurij Rodionov  | Jurij Rodionov  | 3           | 4           |  |  | 6            | Tomáš Macháč    | Tomáš Macháč    | 6            | 6            |  |
|  | 6           | Tomáš Macháč    | Tomáš Macháč    | 6           | 6           |  |  |              |                 |                 |              |              |  |

### Sezione 4
|  | Primo turno | Primo turno          | Primo turno          | Primo turno | Primo turno |  |  | Ultimo turno | Ultimo turno         | Ultimo turno         | Ultimo turno         | Ultimo turno |  |
|  |             |                      |                      |             |             |  |  |              |                      |                      |                      |              |  |
|  | 4           | Fábián Marozsán      | Fábián Marozsán      | 6           | 7           |  |  |              |                      |                      |                      |              |  |
|  |             | Timofej Skatov       | Timofej Skatov       | 3           | 62          |  |  | 4            | Fábián Marozsán      | Fábián Marozsán      | Fábián Marozsán      |              |  |
|  | WC          | Dino Prižmić         | Dino Prižmić         | 5           | 63          |  |  | 8            | Albert Ramos Viñolas | Albert Ramos Viñolas | Albert Ramos Viñolas | w/o          |  |
|  | 8           | Albert Ramos Viñolas | Albert Ramos Viñolas | 7           | 7           |  |  |              |                      |                      |                      |              |  |